# Як-3
Як-3 — Советский одномоторный самолёт-истребитель.

## История создания
Летом 1942 года в боях под Сталинградом у противника были замечены истребители FW-190, значительно превосходившие советские самолёты по скорости, скороподъёмности и вооружению. Яковлев понимал, что его самолёт Як-1 срочно нуждается в модернизации. Требовался истребитель, способный на равных конкурировать с последними модификациями немецких самолётов. 
В 1942-1943 году, с целью улучшения лётных характеристик серийного истребителя Як-1, были изготовлены два самолёта с двигателем ВК-105ПФ. Для улучшения аэродинамики самолёта были переработаны внешние обводы.

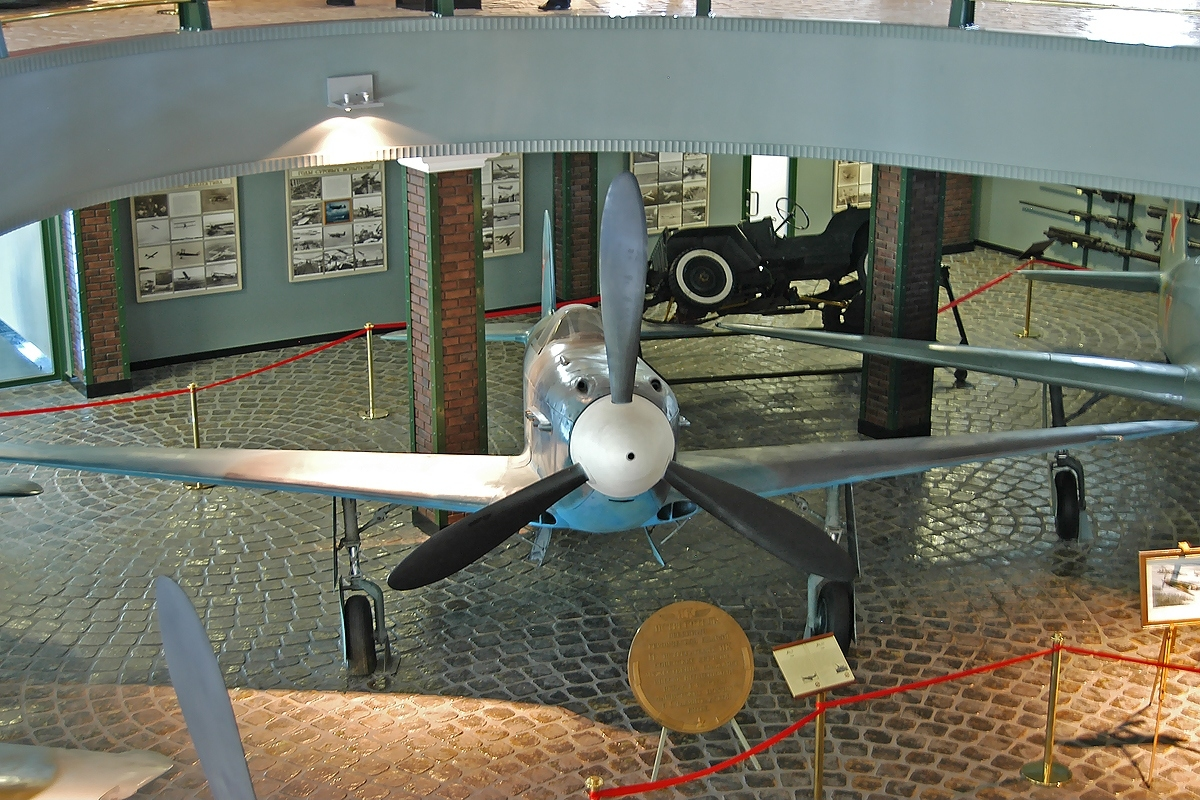
Як-3 в Музее техники Вадима Задорожного

Опытный вариант Як-3 назывался Як-1М. От Як-1 он отличался укороченным крылом (его площадь 14,85 квадратных метров вместо 17,15) и уменьшенным хвостовым оперением, полотняная обшивка фюзеляжа была заменена на фанерную. Самолёт получил новую модификацию двигателя — ВК-105ПФ2. Индекс «П» в названии двигателя означает пушечный вариант — 20 мм пушка устанавливалась между блоками цилиндров и стреляла сквозь втулку воздушного винта. Для улучшения аэродинамических свойств в планер также были внесены изменения: изменился масляный радиатор (маслорадиатор, располагавшийся ранее под двигателем, был перенесён в крыло, а его воздухозаборник был упразднён и заменён входными отверстиями в корне крыла), лобовое стекло состояло теперь из одного куска, что улучшало обзорность.
Як-1М был построен в двух экземплярах — № 1 и «Дублёр». Постройка экземпляра № 1 завершилась 15 февраля 1943 года, а заводские испытания проходили с 28 февраля по 7 июня 1943 года (лётчик П. Я. Федрови, инженер М. А. Григорьев). Госиспытания проводились в два этапа: основные с 7 июня по 4 июля и дополнительные 21-22 июля 1943 года (лётчик А. Г. Прошаков, ведущий инженер А. Т. Степанец).
Як-1М «Дублёр», постройка которого закончилась 9 сентября 1943 года, проходил заводские испытания 20-30 сентября 1943 года (лётчик П. Я. Федрови, инженер А.H.Кануков) и госиспытания 6-15 октября 1943 года (лётчик А. Г. Прошаков, инженер Г. А. Седов, техник Л. В.Hиколаев).
Дополнительные испытания понадобились для определения изменения основных лётно-тактических характеристик после произведённого во время госиспытаний форсирования наддува двигателя М-105ПФ с 1050 до 1100 мм рт. ст. Это позволило сократить время набора высоты в 5000 метров на 0.1 мин., уменьшить длину разбега на 15 метров, увеличить набор высоты в боевом развороте на 50 метров и увеличить скорость на высоте до 2400 метров на 5-6 км/ч.
Бронирование обеспечивало защиту лётчика с тыла от пуль калибра 7,92 мм и состояло из бронеспинки толщиной 8,5 мм с обрезанным до плеч верхом и заднего бронестекла, уменьшенного относительно нормального размера.

## Конструкция[2]
Як-3 — одноместный, одномоторный поршневой истребитель-моноплан смешанной конструкции. Часть агрегатов самолёта были изготовлены из дерева и полотна, а другие из металла. Конструкция Як-3 отличается максимальной простотой и рациональностью.
- Фюзеляж - каркас фюзеляжа сварная ферма из хромансилевых труб. В целях уменьшения веса самолёта к передней части фермы фюзеляжа приваривалась  моторама. Обшивка передней части фюзеляжа была образована легкосъёмными металлическими капотами двигателя, хвостовая часть была обшита фанерой.

Фонарь пилота имел каплевидную форму, что повышало обтекаемость самолёта. Фонарь состоял из трёх секций, средняя секция была сдвижная и оборудована системой аварийного сброса, которой лётчик мог воспользоваться в аварийной ситуации. В кресло пилота была встроена бронеспинка толщиной 9 мм, а в задней секции фонаря было установлено бронестекло.
- Крыло — неразъёмное, двухлонжеронное, деревянное. Продольный силовой набор крыла лонжероны коробчатого типа, изготовленные из дюраля. Поперечный силовой набор 46 деревянных нервюр. Обшивка работающая фанерная, снаружи крыло было обклеено полотном. Механизация крыла состояла из элеронов и посадочных щитков.
- Хвостовое оперение — однокилевое, свободнонесущее, состояло из деревянных киля и стабилизатора. Руль высоты и руль направления металлические, обклеенные полотняной обшивкой. Рули высоты имели весовую и аэродинамическую компенсацию.
- Шасси — трёхопорное состоящее из двух основных стоек и одной хвостовой. Основные стойки имели телескопическую воздушно-масляную амортизацию, которые гасили колебания при посадке. Основные стойки убирались с помощью пневмосистемы в направлении фюзеляжа. В убранном положении колёса удерживались замками. Хвостовое колесо находилось в выпущенном положении. Колёса основных стоек были снабжены пневматическими тормозами.
- Силовая установка — поршневой 12-цилиндровый V-образный двигатель водяного охлаждения ВК-105ПФ2, мощностью 1240 л.с. Двигатель был оснащён компрессором. Воздушный винт трёхлопастный, с механизмом регулировки шага, диаметр винта 3,0 м. Запуск двигателя осуществлялся с помощью сжатого воздуха из баллона.

Топливо размещалось в четырёх топливных баках расположенных в крыльях.  Общий объём 370 литров. Баки были защищены протектором и заполнены нейтральным газом. Система охлаждения двигателя - водный радиатор, расположенный в тоннеле под кабиной. Канал подвода воздуха к радиатору резко расширялся, это приводило к тому, что скорость воздушного потока обдувающего радиатор уменьшалась и повышалась эффективность охлаждения.
- Вооружение — автоматическая пушка калибра 20 мм и два пулемёта калибра 12,7 мм. Пушка устанавливалась в развале цилиндров мотора, стрельба производилась через вал редуктора и втулку винта. Боекомплект пушки 120 снарядов. Пулемёты ведут огонь через воздушный винт. Боекомплект пулемётов 150 патронов на ствол.

## Заводские испытания
Заводские испытания опытного образца начались 8 марта 1943 года и показали отличные результаты. Достигнутая скорость в 650 км/ч значительно превосходила заданную, самолёт показал отличные лётные характеристики на малых высотах. В октябре самолёт прошёл государственные испытания и сразу же было начато серийное производство. Первый серийный Як-3 (№ 06-01) на заводе № 292 построили 1 марта 1944 г. Машина поднялась в воздух на 10 минут, пролетев с выпущенными шасси по кругу.

## Производство
Як-3 серийно выпускался на заводах № 292 в Саратове и № 31 в Тбилиси c 1944 по 1946 годы. На саратовском авиационном заводе запуск в производство нового самолёта проходил без снижения выпуска самолёта Як-1. На предприятии для выпуска самолётов Як-3 был установлен новый тип поточно-конвейерной сборки.  Внедрение Як-3 в серийное производство, доводка его до состояния нормальной безопасной эксплуатации прошли не совсем гладко: на первых порах на Як-3 и других самолётах с крыльями смешанной конструкции имели место массовые случаи отставания верхней половины обшивки крыла от каркаса. Проблему удалось частично решить путём установки металлических шпилек и болтов, однако это было временным решением. Дефект был окончательно устранён только после перехода от крыла смешанной конструкции к цельнометаллической.
Истребители выпускались и после Второй Мировой войны. В 1946 году выпуск самолёта был прекращён.
| Заводы          | 1944 год | 1945 год (I-е полугодие) | 1945 год (II-е полугодие) | 1946 год | Всего |
| --------------- | -------- | ------------------------ | ------------------------- | -------- | ----- |
| № 292 (Саратов) | 1682     | 1495                     | 423                       | 240      | 3840  |
| № 31 (Тбилиси)  | 498      | 436                      | 26                        | 48       | 1008  |
| Всего           | 2180     | 1931                     | 449                       | 288      | 4848  |

| Квартал | I    | II  | III | IV  | Всего |
| ------- | ---- | --- | --- | --- | ----- |
| Як-3    | 1004 | 927 | 299 | 150 | 2380  |

### Стоимость
Самолёт Як-3 ВК-107А производства завода №31, без мотора. Отпускная цена на одно изделие во 2-м квартале 1945 года составляла в среднем 250 тысяч рублей. Стоимость мотора ВК-107А в тот же временной период была определена в 86 тысяч рублей.

## Войсковые испытания самолёта Як-3
Первые самолёты поступили в 91-й истребительный авиационный полк в июле 1944 года. Войсковые испытания проводились с 20 июня по 2 августа 1944 года. Полк, имея в своём составе 41 самолёт Як-3, выполнял задание по завоеванию господства в воздухе во Львовской наступательной операции. В составе полка доля опытных летчиков составила 60%, а 40% участвовало в боях впервые. За первые три недели произошло семь встреч с противником. В общей сложности было сбито 23 самолёта: 3 Ju-87, 14 Bf-109G, 6 FW-190А. Боевые потери полка составили два истребителя, три были подбиты огнём зенитной артиллерии, но летчикам удалось посадить машины на своей территории.
Самым успешным для полка оказался групповой воздушный бой 16 июля 1944 года, где 18 Як-3 выступили против группы из 24 самолётов Bf-109G и FW-190А. Потери противника составили 15 самолётов, из полка был сбит 1 Як-3. Полк нанёс существенный ущерб противнику, активность которого резко снизилась. За последние две недели войсковых испытаний лётчики полка уже не встречали самолёты противника
В результате войсковых испытаний было установлено, что Як-3 наиболее успешно показывает себя в борьбе с истребительной авиацией противника. Использование его для прикрытия наземных войск путём барражирования, сопровождения бомбардировщиков и т. п. менее целесообразно из-за ограниченного запаса горючего (средняя продолжительность боевого вылета 40-45 мин с учётом 20% запаса горючего). Всего за время войсковых испытаний был произведён 431 боевой вылет.

## Боевое применение

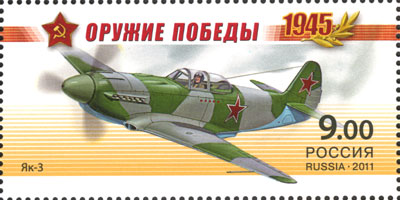
Як-3 на почтовой марке России 2011 года из серии «Оружие Победы

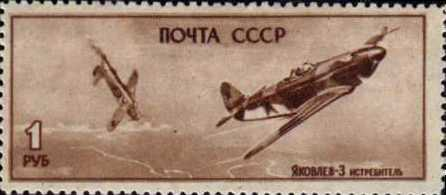
Почтовая марка СССР 1945 года: воздушный бой истребителя Як-3 (Яковлев) и Messerschmitt Bf.109.

Як-3 прошёл боевое крещение в июне 1944 года. Первой боевой операцией с участием Як-3 стала Львовско-Сандомирская операция. Массовые поставки самолётов начались к концу лета. Этот истребитель был любим пилотами, он с лёгкостью противостоял таким самолётам люфтваффе, как Messerschmitt BF109 F/G и Focke Wulf FW190. Истребитель был максимально облегчён (в том числе за счёт замены деревянных элементов на металлические, а также значительного уменьшения запаса горючего) и стал одним из самых лёгких истребителей Второй мировой войны (вес пустого Як-3 составлял 2105 кг, взлётный — 2650 кг), дальность полёта составляла 885 км, максимальная скорость около 650 км/ч. На большинство Як-3 устанавливали одну 20 мм пушку ШВАК и два 12,7 мм универсальных пулемёта Березина УПБ.
За 1944 год было потеряно 90, за 1945 год 25 самолётов. Проблемой истребителя была низкая дальность полёта, а приборное оснащение делало невозможным ночные полёты.
В первую очередь истребителем Як-3 комплектовались полки, уже освоившие предыдущие модели самолётов Яковлева. Также на Як-3 летали многие советские асы и пилоты французской эскадрильи             «Нормандия-Неман».
Кроме того, Як-3 применялся в 6-м ГИАП ВВС Черноморского флота, но ввиду небольшой дальности полёта большого распространения в морской авиации СССР не получил.
Як-3 успел повоевать в Японии: в августе–сентябре 1945 года 13-й истребительный авиационный полк из состава Хабаровской 5-й авиагруппы ПВО выполнил 13 боевых вылетов на этих самолётах.
По мнению советского авиационного специалиста И. С. Левина Як-3 был лучшим поршневым истребителем Второй мировой войны.
На сентябрь 1946 года в строю находилось более 2000 самолётов Як-3, которые постепенно списывались и заменялись на реактивные самолёты.

## Эксплуатация Як-3 за пределами СССР[1]
- Албания: в конце 1940-х годов несколько самолётов Як-3, снятых с вооружения ВВС Югославии, были переданы ВВС Албании без согласовании с СССР.
- Польша: получила около 20 самолётов Як-3. В конце 1946 года самолёты Як-3 в строевых частях ВВС ПНР были заменены на Як-9П и переданы лётной школе, где были списаны к 1950 году.
- Франция: в августе 1944 года ИАП "Нормандия-Неман" начал переучиваться на самолёты Як-3, при этом полк был пополнен до четырёхэскадрильного состава, а оставшиеся самолёты Як-9 были сведены в 4-ю АЭ. Полк эксплуатировал Як-3 до конца войны. После Победы было принято решение передать самолёты полка в дар Французской республике от СССР. Полк получил 38 самолётов Як-3 с завода, на которых 14.06.1945 года улетел во Францию, а 20.09.1945 года заступил на боевое дежурство в системе ПВО Парижа.
- Югославия: в конце 1944 года из сербских лётчиков в Краснодаре сформировали полк на Як-3, который вошёл в Львовский ИАД ВВС Советской Армии и действовал на южном участке советско-германского фронта. После войны полк вошёл в состав формируемых ВВС СФРЮ. Самолёты Як-3 были подарены Югославии советским правительством. Уже после войны в Югославию было направлено большое количество самолётов Як-3, всего было сформировано 10 полков ВВС СФРЮ. Самолёты Як-3 эксплуатировались в Югославии до 1952 года.

## Модификации
Истребитель Як-3, начиная с первого опытного самолёта Як-1М (экземпляр № 1) и заканчивая последними серийными машинами 1946 года выпуска, имел 18 модификаций. Из них 4 по планеру, 8 по двигательной установке и 6 по вооружению.
- Як-1М М-105ПФ (опытный экземпляр №1). Опытный экземпляр истребителя Як-3, являвшийся дальнейшим развитием Як-1 и Як-9. Отличался от них меньшими габаритами крыла и полётной массой, более совершенной аэродинамикой и более высокими лётно-тактическими характеристиками[7].
- Як-1М М-105ПФ2 («Дублёр»)[1]. Являлся вторым экземпляром опытного самолёта Як-1М и отличался от него улучшенной аэродинамикой, двигателем повышенной мощности М-105ПФ2 и усиленным шасси. На самолёте были также устранены дефекты, выявленные в процессе госиспытаний на Як-1М №1. Самолёт превосходил по скорости экземпляр №1 у земли — на 25 км/ч, на 1-й границе высотности — на 20 км/ч, на 2-й границе высотности — на 19 км/ч и на высоте 5000 м — на 17 км/ч. Превосходство над Як-9 достигало 50-53 км/ч во всем диапазоне высот[1].
- Як-3 ВК-105ПФ2 (серийный). Самолёт, в целом, был идентичен модели Як-1М «Дублёр», за исключением незначительных, но многочисленных изменений, внесённых для устранения дефектов, выявленных на государственных и войсковых испытаниях, а также изменений, сделанных с целью упрощения обслуживания и эксплуатации самолёта на земле.
- Як-3П ВК-105ПФ2 — серийная модификация с чисто пушечным вооружением. Вместо мотор-пушки ШВАК с запасом 120 снарядов и двух синхронных пулемётов УБС с запасом по 150 патронов на Як-3П были установлены одна мотор-пушка Б-20М (120 снарядов) и две синхронные Б-20С (по 130 снарядов). В связи с этим изменилась компоновка установок вооружения. Масса оружия и боекомплекта стала на 11 кг меньше, чем у серийных Як-3. Вес секундного залпа составил 3,52 кг/с. Выпуск начался в апреле 1945 и продолжался по 1946 год. Всего выпущено 596 экземпляров.
- Як-3 с ВК-107А — Опытный Як-3 смешанной конструкции с двигателем ВК-107А взлётной мощности 1650 л. с.,и винтом ВИШ-107ЛО диаметром 3,1 м[1]. Был произведён вариант с крылом как смешанной конструкции, так и с металлическим крылом.
- Як-3 с ВК-108 — версия с более мощным двигателем ВК-108 («потомком» ВК-107А), развивавшим мощность на взлёте 1800—1850 л. с. Новый мотор имел новый двухскоростной нагнетатель с лопатками Поликовского[8] и очень напряжённый тепловой режим, был не доведён и очень ненадёжен. Модификация Як-3 с ВК-108 стала самым быстрым советским поршневым истребителем, показав на испытаниях скорость 745 км/ч[9].
- Як-3К — версия с крупнокалиберным орудием НС-45, оказавшаяся менее удачной, чем Як-9К, из-за сильной отдачи при меньшем весе.
- Як-3ПД — высотная модификация Як-3 ВК-105ПФ2 с двигателями ВК-105ПД и ВК-105ПВ[10].
- Як-3РД c ВК-105ПФ2 и РД-1 (Як-3Р) — модификацией серийного самолёта Як-3 с ракетным двигателем РД-1 конструкции В. П. Глушко. Двигатель РД-1 развивал максимальную тягу в 300 кг в течение 3 мин[7].
- Як-3Т — опытная противотанковая версия с 1×Н-37 (25 снарядов) и 2×Б-20 (100 снарядов). По внешнему виду Як-3Т отличался от серийных Як-3 выступавшим из кока винта дульным тормозом пушки H-37, который поглощал до 75 % энергии отдачи пушки[7].
- Як-3Т-57
- Як-3ТК — использован мотор ВК-107А с турбокомпрессором.
- Як-3У — созданная в 1945 году версия со звездообразным двигателем воздушного охлаждения АШ-82ФН[11].
- Як-3УТИ
- Як-3М — ОКБ Яковлева в 1992 году создало 12 экземпляров для коллекционеров по оригинальным чертежам цельнометаллического Як-3. Вооружение отсутствует, двигатель 1 ПД Allison 2L мощностью 1325 л.с, вес пустого самолёта 2210 кг.

## ЛТХ

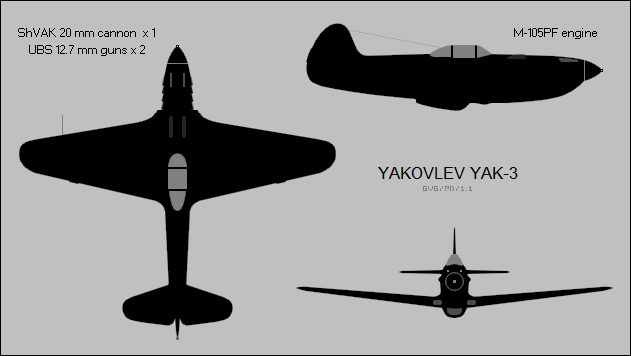
Як-3

Технические характеристики
- Экипаж: 1
- Длина: 8,49 м
- Размах крыла: 9,20 м
- Высота: 2,38 м
- Площадь крыла: 14,83 м²
- Масса пустого: 2105 кг
- Масса снаряжённого: 2650 кг
- Силовая установка: 1 ×  ВК-105ПФ2
- Мощность двигателей: 1 × 1240 л.с.

Лётные характеристики
- Максимальная скорость: 645 км/ч
- Крейсерская скорость: 600 км/ч
- Практическая дальность: 648 км
- Практический потолок: 10 700 м
- Скороподъёмность: 1 111 м/мин

Вооружение
- Стрелково-пушечное: 1 × 20-мм пушка ШВАК, 
 2 × 12,7-мм пулемёта УБС

## Сохранившиеся экземпляры
| Тип  | Бортовой номер | Местонахождение                                                   | Изображение |
| ---- | -------------- | ----------------------------------------------------------------- | ----------- |
| Як-3 |                | Мемориал воинам ПВО в Мурманске                                   |             |
| Як-3 |                | Мемориал на пьедестале перед г. Можайск (на 96 км Минского шоссе) |             |
| Як-3 | 1712           | Музей техники Вадима Задорожного                                  |             |
| Як-3 |                | Музейный комплекс УГМК, Верхняя Пышма, Свердловская область       |             |
| Як-3 | 4              | Musée de l'Air et de l'Espace, Париж-Ле-Бурже (аэропорт)          |             |

## Память
- Памятник лётчикам-защитникам Москвы на 96-километре Минского шоссе[12];
- На Як-3 можно «полетать» в симуляторе Ил-2 Забытые Сражения, онлайн игре War Thunder, и в онлайн игре World of Warplanes. Также самолёт присутствует на 16 уровне кампании «Битва за Берлин» в игре Enlisted.